# Mehedinți

Mehedinți IPA: ['vɨl.ʧea] županija nalazi se u jugozapadnoj Rumunjskoj u povjesnoj pokrajini Banat. Glavni grad županije Mehedinți je Drobeta-Turnu Severin.

## Demografija
Po popisu stanovništva iz 2002. godine na prostoru županije Mehedinți živjelo je 306.732 stanovnika, dok je prosječna gustoća naseljenosti bila 62 stan/km².
- Rumunji - preko 96%[1]
- Romi - 3%
- Srbi - 1%

| Godina | Ukupno stanovnika |
| ------ | ----------------- |
| 1948.  | 304.788           |
| 1956.  | 304.091           |
| 1966.  | 310.021           |
| 1977.  | 322.371           |
| 1992.  | 332.673           |
| 2002.  | 306.732           |

## Zemljopis
Županija Mehedinți ima ukupno površinu od 4.933 km ².
Na sjeverozapadu županije nalaze se Mehedinți Planine s visinama do 1500 metara, u krajnjem zapadu su Karpati.
Na jugu je rijeka Dunav koja formira široke doline s kanalima i barama. Ostale važne rijeke su Motru na istoku, te rijeka Cerna na zapadu.  

#### Susjedne županije
- Vidin (provincija) u Bugarskoj na jugu.
- Bor (okrug) u Srbiji na jugozapadu.
- Caraș-Severin (županija) na sjeveruzapadu.
- Gorj (županija) na sjeveroistoku.
- Dolj (županija) na jugoistoku.

## Gospodarstvo
U energetski sektor je županije je vrlo razvijena, na Dunavu nalaze se dva velika hidro elektroenergetska postrojenja. Također grad Drobeta-Turnu Severin ima kompleks teške vode .
Glavne gospodarske grane u županiji su:
- kemijska industrija,
- proizvodna hrane i pića,
- tekstilna industrija,
- proizvodnja željezničke i brodske opreme,
- drvna industrija.

Na sjeveru županija eksplatira se ugljen i bakar.
Na jugu su plodna polja pogodna za uzgoj žitarica na velikim površinama. Također se uzgaja povrće, vino i voće.

## Administrativna podjela
Županija Mehedinți podjeljana je na dvije municipije, tri grada i 61 općinu.

### Municipiji
- Drobeta-Turnu Severin - glavni grad; stanovnika: 118.734
- Orșova

### Gradovi
- Strehaia
- Vânju Mare
- Baia de Aramă

### Općine
| - Bâcleș - Bala - Bălăcița - Balta - Bâlvănești - Braniștea - Breznița-Motru - Breznița-Ocol - Broșteni - Burila Mare - Butoiești - Căzănești - Cireșu - Corcova | - Corlățel - Cujmir - Dârvari - Devesel - Dubova - Dumbrava - Eșelnița - Florești - Gârla Mare - Godeanu - Gogoșu - Greci - Grozești - Gruia | - Hinova - Husnicioara - Ilovăț - Ilovița - Isverna - Izvoru Bârzii - Jiana - Livezile - Malovăț - Obârșia de Câmp - Obârșia-Cloșani - Oprișor - Pădina Mare - Pătulele | - Podeni - Ponoarele - Poroina Mare - Pristol - Prunișor - Punghina - Rogova - Salcia - Sisești - șimian - șovarna - Stângăceaua - Svinița - Tâmna | - Vânători - Vânjuleț - Vlădaia - Voloiac - Vrata |